# Otto Melchior
Otto Adolph Melchior (født 10. juni 1904 i København, død 16. februar 1945) var en dansk kommunist og modstandsmand. 
Melchiors far, Lauritz Melchior (1871-1931), var dr.med., prosektor og aktiv i Det Radikale Venstre. Moren, sygeplejerske Ruth Emilie Dorothea født Bruhn, var datter af en toldforvalter fra Nykøbing Falster. Lauritz Melchior var jøde, men havde giftet sig ikke-jødisk. Otto Melchior kom til at gå på Metropolitanskolen i samme årgang (1922) som Mogens Fog og Arne Munch-Petersen. Halvandet år efter studentereksamen meldte de tre sig ind i Danmarks Kommunistiske Parti (DKP). Otto Melchior uddannede sig til cand.polit og blev ansat i centraladministrationen som fuldmægtig i Invalideforsikringsretten og var desuden formand for de statsansatte i HK.
Otto Melchior blev udstødt af DKP og bistod derefter en Moskva-styret international bombeorganisation. Under Anden Verdenskrig var han efter tysk opfordring efterforsket i en sag om bombning af to spanske trawlere i Frederikshavn 1938. Han blev anholdt og fængslet i marts 1941, men frifundet i byretten i juli.
Efter Tysklands angreb på Sovjetunionen arresteredes ledende kommunister og her også Melchior. 
Han blev sendt til Horserødlejren og siden deporteret til KZ-lejren Stutthof og døde af tyfus under en dødsmarch i februar 1945.
Otto Melchior ligger begravet i KZ gravene i Mindelunden i Ryvangen.
Weekendavisens journalist Arne Hardis har skrevet bogen Klassekammeraten — Otto Melchior — kommunisten, der forsvandt udgivet i 2010.